# María Isabel Navarro López
Marisa Isabel Navarro López (Alicante, 25 de enero de 1962), más conocida como Marisa Navarro, es una doctora y psicoterapeuta española.

## Biografía
Doctora en Medicina por la Universidad de Alicante, realizó el doctorado en el área de Salud Comunitaria en el Departamento de Psicología de la Salud, especializándose en depresión, realizando su tesis sobre la depresión.
Especialista en Trastornos del Sueño e Hipnosis Clínica, por la Universidad Complutense de Madrid, también ha cursado un Máster en Gerontología y Salud por la Universidad de Alicante. 
Ejerce como médica psicoterapeuta en su consulta de Alicante. Además, es profesora, conferenciante y comunicadora y ponente en universidades y foros de salud.
Ha publicado artículos en revistas científicas de ámbito nacional e internacional, y colabora con diversos medios de comunicación, como especialista en temas de salud y bienestar. Entre sus colaboraciones destacan el programa de televisión “Saber Vivir”, de “Las Mañanas de TVE,”, el espacio dedicado a la salud del programa de la televisión autonómica de Madrid “Madrid Contigo”. También en Telemadrid, la participación en los coloquios semanales del programa “Saludable”, en Radio Inter, Onda Cero, o CMM Radio
También escribe artículos en prensa, como la sección mensual de “En Pareja” de la web “Enfemenino.com”, la revista Hola, su columna semanal en el periódico “Información” de Alicante; y en revistas como MujerHoy, Soy Carmin, o Elle. Ha colaborado en medios impresos de noticias generalistas como La Razón.
Ha escrito sobre temas relacionados con el bienestar y la psicología en el trabajo y la psicología en los recursos humanos.
Ha sido presidenta de la ONG Medicus Mundi en la Comunidad Valenciana, durante más de diez años.

## Obra
- La Medicina Emocional (Vivelibro, 2015).[15]
- El efecto tarta: practica el egoísmo positivo para ser más feliz (Libros Cúpula, 2017).[16]
- Las ruedas dentadas: pequeños cambios para grandes cambios (ViveLibro, 2020).[17]
- La alimentación emocional (Vivelibros, 2023).[18]